# Jiří Macháně
Jiří Macháně (27. Dezember 1940 in Neustadt an der Mettau, Protektorat Böhmen und Mähren; † 20. Januar 2023) war ein tschechischer Kameramann.

## Leben
Jirí Macháne schloss 1964 sein Studium an der Film- und Fernsehfakultät der Akademie der Musischen Künste in Prag ab. Anschließend arbeitete er einige Jahre als Kameraassistent, bevor er 1969 mit dem Drama Wut und Trauer als Kameramann für einen Langspielfilm debütierte. Neben Spielfilmen wie Das neunte Herz, Der Froschkönig und Das Findelkind war Macháne auch in Deutschland tätig. So drehte er 1997 Die Friedensmission – 10 Stunden Angst.

## Filmografie (Auswahl)
- 1969: Wut und Trauer (Smuteční slavnost)
- 1974: Adam und Otka (Adam a Otka)
- 1977: Ein Tag für meine Liebe (Den pro mou lásku)
- 1978: Das neunte Herz (Deváté srdce)
- 1978: Der Schatten des fliegenden Vogels (Stín létajícího ptáčka)
- 1978: Die Schöne und das Ungeheuer (Panna a netvor)
- 1979: Spröde Beziehungen (Křehké vztahy)
- 1980: Eine Braut zum Küssen (Nevěsta k zulíbání)
- 1980: Spiegelung (Zrcadlení)
- 1981: Bulldoggen und Kirschen (Buldoci a třešně)
- 1984: Ein Engel mit dem Teufel im Leib (Anděl s ďáblem v těle)
- 1985: Die Nacht des smaragdgrünen Mondes (Noc smaragdového měsíce)
- 1991: Der Froschkönig (Žabí král)
- 1997: Die Friedensmission – 10 Stunden Angst
- 1997: Passage (Pasáz)
- 2000: Das Findelkind (Sans famille)